# Mikael Börjesson
Mikael Börjesson, född 1957, verksam i Göteborg, var en av centralfigurerna i den svenska rollspelshobbyns gryning. Börjesson importerade och sålde under sent 1970-tal diverse spel, en verksamhet som 1982 ledde fram till grundandet av Titan Games och butiken Spelverkstan Titan. Han var även aktiv i olika spelföreningar i Göteborg och var med från start av spelkonventet GothCon. Titan Games gav sedermera ut Dungeons & Dragons på svenska, ett projekt som inte slog så väl ut och bidrog till att tvinga Titan Games att lägga ner verksamheten.
Sedan början av 2000-talet är han aktiv igen bland annat genom att arrangera turneringar på Gothcon och genom att på sin webbplats publicera en egen översättning av Dungeons & Dragons, Dunder och Drakar.